# Bogan Shire
Bogan Shire är en kommun i Australien. Den ligger i delstaten New South Wales, i den sydöstra delen av landet, omkring 480 kilometer nordväst om delstatshuvudstaden Sydney. Antalet invånare var 2 692 vid folkräkningen 2016.
Följande samhällen finns i Bogan:
- Nyngan
- Coolabah
- Hermidale